# Leon Klassen
Leon Klassen ( russisk: Леон Классен; født 29. maj 2000) er en tysk russisk professionel fodboldspiller, der spiller som venstreback for den danske Superligaklub Lyngby Boldklub .  Han har repræsenteret Rusland internationalt på forskellige ungdomsniveauer.

## Karriere
Klassen fik sin professionelle debut i 3. Liga for 1860 München den 31. juli 2019, der kom ind som erstatning i det 87. minut for Benjamin Kindsvater mod FSV Zwickau . Han assisterede Herbert Paul til Münchens tredje mål, hvor kampen endte med en 3-0 hjemmesejr. 
Den 27. maj 2021 skrev han under med WSG Tirol i Østrig. 
Den 30. december 2021 underskrev han en 3,5-årig kontrakt med den russiske Premier League- klub FC Spartak Moskva .  Klassen forlod Spartak efter gensidigt samtykke den 27. juni 2024. 
Den 29. august 2024 underskrev Klassen en to-årig kontrakt med Lyngby Boldklub i Danmark. 

## Personligt liv
Klassen blev født i Tyskland af en russisk far og en tysk mor.

## Eksterne links
- Leon Klassens spillerprofil hos UEFA (engelsk)
- Leon Klassens profil hos Tysklands fodboldforbund (tysk)
- Leon Klassens spillerprofil på Transfermarkt (engelsk)
- Leon Klassens profil på WorldFootball.net (engelsk)
- Leon Klassens profil hos FootballDatabase.eu (engelsk)
- Leon Klassens spillerprofil på Soccerway (engelsk)

1. ↑  https://lyngby-boldklub.dk/2019/11/05/lyngby-boldklub-lancerer-det-blaa-fodboldnetvaerk/ Lyngby Boldklub lancerer ‘Det Blå Fodboldnetværk’
2. ↑  https://lyngby-boldklub.dk/netvaerksklubber/ Det blå fodboldnetværk